# تب بهاری (فیلم ۱۹۸۱)
تب بهار (به انگلیسی: Spring Fever) یک فیلم سینمایی کمدی تایوانی محصول سال ۱۹۸۱ به کارگردانی سو یووه هو و نویسندگی وو نین جن با بازی پون شه فوئن و الن تام خواننده هنگ کنگی در نقش دو دانشجوی سال اول کالج که عاشق هو می‌شوند. 